# Presidentvalet i Frankrike 2012
Presidentvalet i Frankrike 2012 hölls den 22 april och den 6 maj 2012, för att utse Frankrikes president för perioden 2012–2017. Vinnaren blev också furste i Andorra[källa behövs].
Den sittande borgerlige presidenten, Nicolas Sarkozy (UMP) och hans huvudmotståndare François Hollande (Socialistpartiet) fick flest röster i första omgången, med en svag övervikt för Hollande, som också vann den andra valomgången. Detta var endast andra gången en sittande president röstats bort (den första var år 1981), och den första segern för en socialistisk presidentkandidat sedan 1988.
Utöver Sarkozy och Hollande hade ytterligare åtta kandidater kvalificerat sig för den första valomgången: Eva Joly (EELV), Marine Le Pen (FN), Jean-Luc Mélenchon (FG), Philippe Poutou (NPA), Nathalie Arthaud (LO), Jacques Cheminade (S&P), François Bayrou (MoDem) och Nicolas Dupont-Aignan (DLR).

## Resultat
Resultatet av det franska presidentvalets två omgångar, den 22 april respektive den 6 maj 2012
|  | Kandidat              | Parti                          | Resultat i den första omgången | Resultat i andra omgången |
|  | --------------------- | ------------------------------ | ------------------------------ | ------------------------- |
|  | François Hollande     | Socialistiska partiet          | 28,63 %                        | 51,64 %                   |
|  | Nicolas Sarkozy       | Folkrörelseunionen             | 27,18 %                        | 48,36 %                   |
|  | Marine Le Pen         | Nationella Fronten             | 17,90 %                        |                           |
|  | Jean-Luc Mélenchon    | Vänsterfronten                 | 11,11 %                        |                           |
|  | François Bayrou       | Demokratiska Rörelsen          | 9,13 %                         |                           |
|  | Eva Joly              | de Gröna                       | 2,31 %                         |                           |
|  | Nicolas Dupont-Aignan | Republikens Resning            | 1,79 %                         |                           |
|  | Philippe Poutou       | Nya Antikapitalistiska Partiet | 1,15 %                         |                           |
|  | Nathalie Arthaud      | Arbetarkampen                  | 0,56 %                         |                           |
|  | Jacques Cheminade     | Solidaritet och Framsteg       | 0,25 %                         |                           |